# Phaedyma tonkiniana
Phaedyma tonkiniana är en fjärilsart som beskrevs av Hans Fruhstorfer 1905. Phaedyma tonkiniana ingår i släktet Phaedyma och familjen praktfjärilar. Inga underarter finns listade i Catalogue of Life.